# Sukov
Sukov (russinisch Суків/Sukiw, ungarisch Szukó) ist eine Gemeinde in der nördlichen Ostslowakei, südwestlich der Stadt Medzilaborce im westlichen Teil des Berglandes Laborecká vrchovina gelegen.

## Geschichte
Der Ort wurde im Jahr 1557 (andere Quellen sprechen vom Jahr 1543) erstmals schriftlich erwähnt und entstand um das Jahr 1500 aus einer walachischen Siedlung. Die Herrschaft Sukov unterstand damals dem Adelsgeschlecht der Drugeths; um 1660 wurde im Ort eine griechisch-katholische Kirche erbaut.

## Bevölkerung
| Jahr                | 1994 | 2004    | 2014    | 2024     |
| ------------------- | ---- | ------- | ------- | -------- |
| Anzahl der Personen | 138  | 137     | 127     | 149      |
| Unterschied         |      | −0,72 % | −7,29 % | +17,32 % |

| Jahr                | 2023 | 2024    |
| ------------------- | ---- | ------- |
| Anzahl der Personen | 148  | 149     |
| Unterschied         |      | +0,67 % |

## Einwohner
Die Einwohner sind zur Hälfte Slowaken und zur anderen Hälfte zumeist Russinen, Ukrainer sowie Roma. Sie sind vorwiegend in der Landwirtschaft tätig, da die Region sehr arm und strukturschwach ist.